# Demonax stenideus
Demonax stenideus är en skalbaggsart som beskrevs av Dauber 2008. Demonax stenideus ingår i släktet Demonax och familjen långhorningar. Inga underarter finns listade i Catalogue of Life.